# Premiata pasticceria Bellavista
Premiata pasticceria Bellavista è una commedia teatrale del 1997 scritta da Vincenzo Salemme.

## Trama
La commedia si svolge interamente nella pasticceria Bellavista, rinomata attività di Napoli.

### Atto I
I fratelli Ermanno e Giuditta Bellavista hanno ereditato la pasticceria dopo la morte del padre; i due sono però succubi della madre Assunta, costretta a letto da diabete e ipertensione, la quale attraverso un interfono, non perde occasione di criticare il loro operato e il loro scarso amore verso di lei. Ermanno è innamorato della truce fornitrice Romina Mirabella, mentre Giuditta si è fidanzata con Aldo, un pasticcere traffichino: entrambi i loro partner sono subentrati nella gestione della pasticceria, ma i due tengono la madre all'oscuro delle loro relazioni perché sanno che, non approvandole, potrebbe cambiare il testamento togliendo loro il patrimonio famigliare. In effetti né Romina né Aldo sembrano amare davvero i fratelli Bellavista, ma rimangono con loro in attesa dell'eredità; Aldo ha inoltre una relazione clandestina con Rosa, commessa ciociara della pasticceria, al cui fascino non è immune neanche Ermanno.
Dai discorsi dei fratelli si scopre che tre mesi prima Ermanno ha subito un trapianto di cornee che gli ha ridato la vista: a organizzare l'operazione è stato Aldo, il quale si era messo d'accordo col truffaldino chirurgo Rupelli; questi ha espiantato illegalmente le cornee di un barbone morto in un incidente stradale, per poi impiantarle sugli occhi malati di Ermanno e corrispondere una percentuale ad Aldo. Mentre i Bellavista si danno da fare con la gestione della pasticceria, irrompe un misterioso personaggio, il barbone Carmine; questi, accompagnato dai bizzarri Memoria e Gelsomina, rivela a Ermanno di essere la persona a cui Rupelli, credendolo morto, ha sottratto le cornee; in realtà il barbone era solo in coma, e al risveglio si era scoperto cieco. Carmine ha intenzione di denunciare Ermanno, anche grazie alla testimonianza di Memoria e Gelsomina, i quali, pur in maniera colorita, dimostrano di aver assistito all'intero misfatto; dinanzi al rifiuto dei due fratelli Bellavista ed Aldo (il quale prova perfino a suggerirgli stravaganti modi di riacquistare la vista), Carmine si lancia in un discorso pseudofilosofico sull'importanza della vista. Infine il barbone dà un ultimatum ai Bellavista: se Ermanno non gli restituirà le cornee, lui dovrà vedere il mondo attraverso gli occhi del pasticcere, pertanto lo seguirà per sempre ovunque vada.

### Atto II
Circa un mese dopo, gli affari della pasticceria sono stati mandati all'aria dai tre barboni, che stazionano di fronte all'ingresso allontanando la clientela. Nel locale ormai chiuso e vuoto Ermanno riflette sul da farsi, quando arriva Romina, che gli rivela di essere incinta: il pasticcere va subito in allarme, poiché se sua madre lo scoprisse, gli toglierebbe immediatamente l'eredità. Le cose si complicano ulteriormente quando anche Giuditta rivela di aspettare un bambino da Aldo, così come Rosa; in effetti Assunta annuncia dall'interfono di essere disgustata dai suoi figli, pertanto l'indomani chiamerà il notaio e li farà diseredare.
A questo punto Carmine propone un piano diabolico ai presenti per liberarsi di Assunta e intascare l'eredità: alla dispotica madre verrà servita una torta caprese, di cui ella è ghiotta, perché il diabete la uccida; per buona misura, il barbone suggerisce di addizionare all'impasto una massiccia dose di ammoniaca e di cospargere il dolce con della cocaina a mo' di zucchero a velo, affinché la donna non soffra. Inizialmente i Bellavista sono riluttanti, ma dinanzi alla prospettiva di liberarsi in un colpo solo di Carmine e Assunta acconsentono a mettere in pratica il misfatto. Dopo la preparazione, costellata di esilaranti gag, la torta viene fatta portare ad Assunta da Rosa; attraverso l'interfono i presenti sentono la donna complimentarsi con la commessa, a suo dire l'unica persona per cui ella prova affetto; Assunta mangia poi il dolce, entrando subito in una tremenda agonia che culmina con la sua morte.
Alcuni mesi dopo Romina e Giuditta, ormai in stato di gravidanza avanzata, discutono sulla nuova gestione della pasticceria: dai loro discorsi traspare un forte cinismo e tutta la cattiveria che in precedenza erano costrette a reprimere. Poco dopo arriva Rosa, anch'ella incinta: quando la commessa rivela che anche il suo bambino è di Aldo, le altre due la accusano di essere bugiarda e la licenziano senza troppe cerimonie. Nel frattempo arrivano Ermanno, Aldo, Memoria e Gelsomina, tutti in trepidante attesa: le cornee di Assunta sono state impiantate sugli occhi di Carmine, e a breve si scoprirà se il trapianto è andato a buon fine.
Arriva Carmine: dopo aver dato una dolce carezza a Rosa, si toglie gli occhiali da sole e si rivolge ai fratelli Bellavista con la stessa voce di Assunta, dicendo loro di esser stati stupidi a pensare di essersi liberati di lei; per tramite delle cornee, infatti, Assunta si è impossessata di Carmine, e attraverso lui continuerà a tormentare i suoi figli.

## Produzione
Premiata Pasticceria Bellavista fu allestito per la prima volta nel maggio 1997 al Teatro Diana di Napoli, dalla compagnia Chi è di scena? di Vincenzo Salemme; il cast originario comprendeva lo stesso Salemme (Carmine), Carlo Buccirosso (Ermanno), Antonella Cioli (Giuditta), Roberta Formilli (Rosa), Nando Paone (Memoria), Maurizio Casagrande (Aldo), Betty Pedrazzi (Gelsomina) e Cetty Sommella (Romina); la voce di Assunta, che non appare mai in scena ma parla sempre attraverso l'interfono, era di Vincenzo Salemme. Nell'ottobre dello stesso anno, la commedia fu trasmessa su RaiDue con una sceneggiatura parzialmente riadattata da Vincenzo Salemme e Carlo Buccirosso: quasi tutto il cast originale rimase invariato, a eccezione dei personaggi di Giuditta (Antonella Morea), Gelsomina (Emanuela Grimalda) e Rosa (Ombretta Ciccarelli); Stefano Salemme, fratello minore di Vincenzo, compariva nella parte di Sasà, personaggio non presente nel copione originale.
Nel 2025 la commedia è stata riproposta in una versione modernizzata, con modifiche al copione apportate dallo stesso autore, ed è stata portata in scena dalla Compagnia N.EST e Diana OR.IS., per la regia di Giuseppe Miale di Mauro e un cast guidato da Adriano Pantaleo (Carmine/voce di Assunta), Francesco Di Leva (Aldo) e Giuseppe Gaudino (Ermanno) .

## Edizioni
Vincenzo Salemme, Premiata Pasticceria Bellavista, 1999, ISBN 9788838914898.